# Rejon łojowski
Rejon łojowski (biał. Лоеўскі раён) – rejon w południowo-wschodniej Białorusi, w obwodzie homelskim.
Leży na terenie dawnego powiatu rzeczyckiego.